# رباط وريدي
الرباط الوريدي هو البقايا الليفية للقناة الوريدية للدورة الدموية للجنين. عادةً، يتم توصيله بالفرع الأيسر من الوريد البابي داخل الباب الكبدي. قد يكون مستمراً مع الرباط المدور للكبد.
يتم احاطته بواسطة الطيات الصفاقية للثرب الأصغر داخل شق على السطح الحشوي /الخلفي للكبد بين الأجزاء الذنيبية والأجزاء الرئيسية من الفص الأيسر. يتم تصنيف هذا الرباط مع الكبد في تيرمينولوغيا أناتوميكا.

## روابط خارجية
- درسٌ تشريحي حول liver مُعدٌ بواسطة ويسلي نورمان (جامعة جورجتاون). (liverinferior)